# Roch Siemianowski
Roch Szczęsny Siemianowski (ur. 4 sierpnia 1950 w Warszawie) – polski lektor, aktor filmowy, serialowy, teatralny i dubbingowy oraz prezenter telewizyjny.

## Życiorys
W 1974 roku ukończył Państwową Wyższą Szkołę Teatralną im. Aleksandra Zelwerowicza w Warszawie. Lektor telezakupów (dawniej TV Market, później Top Shop, obecnie Mango) i wersji dźwiękowych tygodnika Do Rzeczy. W 2002 na antenie Polsatu prowadził teleturniej Rozbij bank. Wielokrotnie użyczał swojego głosu w spotach wyborczych Polskiej Partii Pracy. Sporadycznie jako lektor czytał filmy fabularne – głównie na kasetach VHS.
Od 1972 roku był tajnym współpracownikiem Służby Bezpieczeństwa PRL pseudonim „Szczęsny”. Działał także w akcji o kryptonimie „Gniazdo” polegającej na obserwowaniu przez SB środowiska „komandosów”. Z zachowanych dokumentów wynika, że donosił m.in. na aktorów Tadeusza Łomnickiego, Krzysztofa Kolbergera, Zygmunta Hübnera, Adama Hanuszkiewicza, Krystynę Jandę, Piotr Zaborowski, Halinę Mikołajską i Andrzeja Seweryna, muzyków Jacka Kleyffa i Macieja Zembatego, dziennikarza Bogusława Kaczyńskiego i kabareciarza Stanisława Tyma. Ponadto donosił na elitę opozycji z lat 70., w tym na Adama Michnika, Jacka Kuronia, Seweryna Blumsztajna, Antoniego Macierewicza i Leszka Moczulskiego. Jego oficer prowadzący pisał o nim: „Nie posiada żadnych oporów ani zastrzeżeń natury moralnej”.

## Filmy, które przeczytał jako lektor
- Bonanza – niektóre odcinki
- Darkman (1990) – kaseta VHS wydana przez ITI Home Video
- Prawem na lewo (1997) – kaseta VHS wydana przez IMP

## Filmografia
- 2024: Ojciec Mateusz jako Wiesław Sannicki (odc. 404)
- 2023: Leśniczówka jako Stanisław (odc. 770, 771, 779)
- 2023: Na sygnale jako Kozierski, ojciec Patrycji (odc. 457)
- 2023: Ojciec Mateusz jako sąsiad (odc. 391)
- 2023: Prawdziwe historie polskich fortun jako szatniarz (odc. 1)[7]
- 2021: Tajemnica zawodowa jako sędzia
- 2020: Barwy szczęścia jako doktor Ludwiczak (odc. 2247, 2248)
- 2019: Diagnoza jako sędzia (odc. 49)
- 2018: Korona królów jako łowczy Teodor
- 2018: M jak miłość –
  - kierownik budowy (odc. 1244, 1247),
  - Józef Skalski, stryj Artura Skalskiego (odc. 1365–1366, 1373, 1377, 1379, 1385–1386, 1391)
- 2016–2017: Pierwsza miłość jako Maurycy, brat Anny
- 2012: Zwiadowczynie  jako Andrzej Krawczyk, dowódca oddziału partyzanckiego AK (odc. 9, 10)
- 2012: Prawo Agaty jako sędzia Zawadzki (odc. 23)
- 2010: 1920. Wojna i miłość jako sędzia (odc. 5)
- 2009: Naznaczony jako lekarz (odc. 1)
- 2008: Glina jako mężczyzna w klubie (odc. 23)
- 2007: Plebania ksiądz Leszek (odc. 880, 889)
- 2005−2006: Kryminalni –
  - recepcjonista w motelu (odc. 28),
  - Adam (odc. 51)
- 2003: Na Wspólnej jako Piotr Rosiak
- 2003: Tygrysy Europy 2 jako organizator polowania na lisa
- 2002–2004: Samo życie jako urzędnik
- 2001–2002: Graczykowie, czyli Buła i spóła jako Oberkowicz, mąż Marysi (odc. 8)
- 2000–2001: Adam i Ewa jako prokurator
- 2001: Przeprowadzki (odc. 9)
- 2001: Na dobre i na złe jako prawnik (odc. 86)
- 2000: 13 posterunek 2 jako okradziony (odc. 27)
- 1997–2015: Klan –
  - Jan Suchoń (sezon 1),
  - lekarz ortopeda (sezon 13)
  - kierownik Urzędu Stanu Cywilnego w Warszawie (sezon 18)
- 1996: Dom jako znajomy Martyny pod budynkiem liceum (odc. 16)
- 1996: Tajemnica Sagali jako policjant (odc. 14)
- 1994: Komedia małżeńska jako kolega Wiktora
- 1991: Pogranicze w ogniu jako Kopecki (odc. 11-13)
- 1990: Dziewczyna z Mazur jako lekarz
- 1990: W piątą stronę świata jako Władysław Michalski, ojciec Maćka
- 1989: Modrzejewska jako Kazimierz Chlapowski
- 1987: Ucieczka z miejsc ukochanych jako Stach Chmura (odc. 4-7)
- 1987: Śmieciarz
- 1987: Złota mahmudia jako Zachary
- 1987: Ja, który mam podwójne życie, czyli dylemat Josepha Conrada
- 1985: Przyłbice i kaptury jako Hubert „Czarny” z Borów
- 1982–1986: Blisko, coraz bliżej jako Gerd
- 1980: Punkt widzenia jako gość u „Łysego” (odc. 6)
- 1978: 07 zgłoś się jako patolog Florczak (odc. 7)
- 1973: Janosik jako powieszony do góry nogami hajduk (odc. 3)

## Polski dubbing
- 2009: Odlot
- 2008: Piorun
- 2004: RRRrrrr!!!
- 2002: Tajemnice Wyspy Wielkanocnej
- 1998: Scooby Doo na Wyspie Zombie jako lektor
- 1999: Rally Championship jako lektor
- 1998: Histeria jako lektor
- 1997-2004: Johnny Bravo
- 1997: Pożyczalscy jako lektor
- 1997: Jam Łasica jako lektor (odc. 53-61)
- 1996-2003: Laboratorium Dextera
- 1996: Szczęśliwy dzień –
  - sierżant Bonomo,
  - lektor
- 1996: Tex Avery przedstawia jako lektor
- 1995: Pociąg do wolności jako adiutant Hordier
- 1995: Babe – świnka z klasą
- 1994–1998: Spider-Man –
  - Michael Morbius,
  - strażnik więzienny #2 (odc. 14),
  - podwładny Landona (odc. 17)
- 1994: Lassie jako lektor
- 1992: Wyspa Niedźwiedzi jako Edi
- 1988: Yogi i inwazja kosmitów jako lektor
- 1979: Scooby Doo podbija Hollywood jako lektor
- 1969–1970: Scooby Doo, gdzie jesteś? jako lektor
- 1964–1965: Jonny Quest jako Race Bannon (odc. 1, 3)